# Gaelle Adisson
Gaelle Adisson là một người Mỹ đô thị, deep house, và downtempo ca sĩ / nhạc sĩ / nhà sản xuất sinh ra ở New Jersey.

## Sự nghiệp
Nghệ sĩ đến từ Atlanta được biết đến nhiều nhất với giọng hát trong bản hit " King of My Castle ", một bài hát của Dự án Wamdue. Năm 2004, Gaelle đã phát hành album đầu tay của mình, Transient thông qua nhãn hiệu Âm nhạc trần trụi. Phong cách của cô được biết đến với chữ ký trơn tru.

## Ảnh hưởng
Adisson một người Mỹ sinh ra từ cha mẹ Haiti, đã tạo ra một sự pha trộn văn hóa có ảnh hưởng đến âm nhạc của cô. Các nghệ sĩ sau đây cũng đã ảnh hưởng đến cô:
- Patti LaBelle
- Radiohead
- Portishead
- Cocteau Twins
- Peter Gabriel
- Sting
- Sade
- Bjork
- Duran Duran
- Prince
- Hugh Masekela
- Julio Iglesias
- Nina Simone
- Trevor Horn
- Trent Reznor
- Donna Summer

## Danh sách đĩa hát

### Album
- 2004 Transient

### Những công việc khác
- 1997 " King of My Castle " - Đơn
- 1999 "Cascades of Color" - Đơn
- 2002 "Mercy Street" - Đơn
- 2007 "Give It Back" - Maxi Single